# Cyril Dessel
Cyril Dessel (ur. 29 listopada 1974 w Rive de Gier) – kolarz francuski.
Ściga się w zawodowym peletonie od 2000, początkowo w grupie Jean de La Tour, od 2003 w szwajcarskiej ekipie Phonak, a od 2005 w AG2R Prévoyance. W Tour de France debiutował w 2002, zajmując w klasyfikacji końcowej 113. miejsce. Znaczący sukces odniósł w 2006, wygrywając etapowy wyścig Tour Méditeranéen. W tym samym roku na pierwszym pirenejskim etapie (na dziesiątym etapie wyścigu) Tour de France zajął 2. miejsce za Hiszpanem Juanem Miguelem Mercado, obejmując prowadzenie w klasyfikacji generalnej i klasyfikacji górskiej.